# Medhovden
Medhovden ist ein hoch aufragendes und vereistes Kliff mit einem steilen, felsigen und nach Osten ausgerichteten Abhang im ostantarktischen Königin-Maud-Land. In der Gjelsvikfjella ragt es am nordöstlichen Ende des Risemedet auf.
Norwegische Kartografen, welche es auch benannten, kartierten es anhand von Luftaufnahmen und Vermessungen der Dritten Norwegischen Antarktisexpedition (1956–1960). Sein norwegischer Name bedeutet frei übersetzt Landmarkenklippe.